# Championnat III d'Europe masculin de hockey sur gazon 2021
Navigation
Édition suivante
Le Championnat III d'Europe masculin de hockey sur gazon 2021 est la 9e édition du Championnat III d'Europe masculin de hockey sur gazon (ex Challenge I), le troisième niveau des championnats européens de hockey sur gazon masculin organisés par la Fédération européenne de hockey. Il se tiendra du 1er au 7 août 2021 à Lousada, au Portugal.

## Équipes qualifiées
Les nations participantes se sont qualifiées sur la base de leur classement final de la compétition 2019.
| Événement                     | Dates                    | Lieu      | Quotas | Qualifiés                        |
| ----------------------------- | ------------------------ | --------- | ------ | -------------------------------- |
| Pays hôte                     | N/A                      | N/A       | 1      | Portugal                         |
| Championnat d'Europe II 2019  | 28 juillet - 3 août 2019 | Cambrai   | 2      | Tchéquie Biélorussie             |
| Championnat d'Europe III 2019 | 28 juillet - 3 août 2019 | Gibraltar | 4      | Turquie Slovaquie Lituanie Malte |

## Premier tour

### Poule A
| Rang | Équipe      | J | V | N | P | BP | BC | Diff | Pts | Qualification |
| ---- | ----------- | - | - | - | - | -- | -- | ---- | --- | ------------- |
| 1    | Biélorussie | 2 | 1 | 1 | 0 | 11 | 2  | +9   | 4   | Demi-finales  |
| 2    | Turquie     | 2 | 1 | 1 | 0 | 5  | 2  | +3   | 4   | Demi-finales  |
| 3    | Malte       | 2 | 0 | 0 | 2 | 0  | 12 | -12  | 0   |               |

Source: FIH
En cas d'égalité de points de plusieurs équipes à l'issue des matchs de poule, les critères suivants sont appliqués dans l'ordre indiqué pour établir leur classement:
1. Points de chaque équipe,
2. Matchs gagnés,
3. Différence de buts,
4. Buts pour,
5. Plus grand nombre de points obtenus dans les matchs de poule disputés entre les équipes concernées,
6. Buts marqués en plein jeu.

| Match 1             | (32) Biélorussie           | 2 - 2   | Turquie (47)        |                                             |                                             |
| 1er août 2021 13h30 | Kadran 28e · Belavusau 56e | (1 - 0) | 43e, 49e A. Özkiliç | Arbitrage : Maarten Boxma Jaroslav Suchocki | Arbitrage : Maarten Boxma Jaroslav Suchocki |
| 1er août 2021 13h30 | Rapport                    |         |                     | Arbitrage : Maarten Boxma Jaroslav Suchocki | Arbitrage : Maarten Boxma Jaroslav Suchocki |

| Match 4           | (47) Turquie                 | 3 - 0   | Malte (63) |                                               |                                               |
| 2 août 2021 19h00 | Demirel 7e · Kilinc 18e, 36e | (2 - 0) |            | Arbitrage : Ricardo Fernandes Yauheni Protska | Arbitrage : Ricardo Fernandes Yauheni Protska |
| 2 août 2021 19h00 | Rapport                      |         |            | Arbitrage : Ricardo Fernandes Yauheni Protska | Arbitrage : Ricardo Fernandes Yauheni Protska |

| Match 7           | (33) Biélorussie | 9 - 0   | Malte (71) |                                                |                                                |
| 4 août 2021 14h30 | Belavusau 3e · Bandarchuk 7e · Hancharou 15e · Tsaluika 19e, 21e, 45e · Paulovich 27e · Khatyliou 41e · Haurylau 58e | (6 - 0) |            | Arbitrage : Ricardo Fernandes Marcel Knakowski | Arbitrage : Ricardo Fernandes Marcel Knakowski |
| 4 août 2021 14h30 | Rapport |         |            | Arbitrage : Ricardo Fernandes Marcel Knakowski | Arbitrage : Ricardo Fernandes Marcel Knakowski |

### Poule B
| Rang | Équipe    | J | V | N | P | BP | BC | Diff | Pts | Qualification |
| ---- | --------- | - | - | - | - | -- | -- | ---- | --- | ------------- |
| 1    | Tchéquie  | 3 | 3 | 0 | 0 | 15 | 1  | +14  | 9   | Demi-finales  |
| 2    | Portugal  | 3 | 1 | 1 | 1 | 6  | 4  | +2   | 4   | Demi-finales  |
| 3    | Lituanie  | 3 | 1 | 0 | 2 | 2  | 10 | -8   | 3   |               |
| 4    | Slovaquie | 3 | 0 | 1 | 2 | 3  | 11 | -8   | 1   |               |

Source: FIH
En cas d'égalité de points de plusieurs équipes à l'issue des matchs de poule, les critères suivants sont appliqués dans l'ordre indiqué pour établir leur classement:
1. Points de chaque équipe,
2. Matchs gagnés,
3. Différence de buts,
4. Buts pour,
5. Plus grand nombre de points obtenus dans les matchs de poule disputés entre les équipes concernées,
6. Buts marqués en plein jeu.

| Match 2             | (32) Tchéquie                                                | 7 - 0   | Slovaquie (49) |                                        |                                        |
| 1er août 2021 15h45 | Capouch 3e · Procházka 38e · Plochý 50e, (3x)60e · Bárta 51e | (1 - 0) |                | Arbitrage : Mark Becholz Mahmut Çilkiz | Arbitrage : Mark Becholz Mahmut Çilkiz |
| 1er août 2021 15h45 | Rapport                                                      |         |                | Arbitrage : Mark Becholz Mahmut Çilkiz | Arbitrage : Mark Becholz Mahmut Çilkiz |

| Match 3 | (41) Portugal                            | 3 - 0   | Lituanie (54) |                                           |                                           |
| 18h00   | Santos 36e · Ventosa 45e · Caramalho 51e | (0 - 0) |               | Arbitrage : Marcel Knakowski Nathan Galea | Arbitrage : Marcel Knakowski Nathan Galea |
| 18h00   | Rapport                                  |         |               | Arbitrage : Marcel Knakowski Nathan Galea | Arbitrage : Marcel Knakowski Nathan Galea |

| Match 5           | (51) Slovaquie | 1 - 2   | Lituanie (57)                 |                                              |                                              |
| 3 août 2021 16h45 | T. Romanec 12e | (1 - 1) | 7e Bandziulis · 40e Balsiukas | Arbitrage : Marcel Knakowski Yauheni Protska | Arbitrage : Marcel Knakowski Yauheni Protska |
| 3 août 2021 16h45 | Rapport        |         |                               | Arbitrage : Marcel Knakowski Yauheni Protska | Arbitrage : Marcel Knakowski Yauheni Protska |

| Match 6 | (38) Portugal | 1 - 2   | Tchéquie (31)              |                                        |                                        |
| 19h00   | Caramalho 9e  | (1 - 1) | 4e Železný · 36e Procházka | Arbitrage : Maarten Boxma Nathan Galea | Arbitrage : Maarten Boxma Nathan Galea |
| 19h00   | Rapport       |         |                            | Arbitrage : Maarten Boxma Nathan Galea | Arbitrage : Maarten Boxma Nathan Galea |

| Match 8           | (30) Tchéquie                                                  | 6 - 0   | Lituanie (52) |                                        |                                        |
| 4 août 2021 16h45 | Železný 15e, 21e · Klaban 27e · Procházka 36e, 55e · Uhlíř 53e | (3 - 0) |               | Arbitrage : Mark Becholz Maarten Boxma | Arbitrage : Mark Becholz Maarten Boxma |
| 4 août 2021 16h45 | Rapport                                                        |         |               | Arbitrage : Mark Becholz Maarten Boxma | Arbitrage : Mark Becholz Maarten Boxma |

| Match 9 | (40) Portugal          | 2 - 2   | Slovaquie (57)          |                                             |                                             |
| 19h00   | Castro 7e · Santos 39e | (1 - 1) | 6e Hruska · 57e Jelačič | Arbitrage : Mahmut Çilkiz Jaroslav Suchocki | Arbitrage : Mahmut Çilkiz Jaroslav Suchocki |
| 19h00   | Rapport                |         |                         | Arbitrage : Mahmut Çilkiz Jaroslav Suchocki | Arbitrage : Mahmut Çilkiz Jaroslav Suchocki |

## Deuxième tour

### De la vingt-et-unième à la vingt-troisième place
La phase de classement est la poule des équipes qui se sont classées 3e et 4e au 1er tour. Les résultats entre deux équipes lors du 1er tour sont comptabilisés.
| Rang | Équipe    | J | V | N | P | BP | BC | Diff | Pts |
| ---- | --------- | - | - | - | - | -- | -- | ---- | --- |
| 5    | Slovaquie | 2 | 1 | 0 | 1 | 4  | 3  | +1   | 3   |
| 6    | Lituanie  | 2 | 1 | 0 | 1 | 2  | 2  | 0    | 3   |
| 7    | Malte     | 2 | 1 | 0 | 1 | 2  | 3  | -1   | 3   |

Source: FIH
En cas d'égalité de points de plusieurs équipes à l'issue des matchs de poule, les critères suivants sont appliqués dans l'ordre indiqué pour établir leur classement:
1. Points de chaque équipe,
2. Matchs gagnés,
3. Différence de buts,
4. Buts pour,
5. Plus grand nombre de points obtenus dans les matchs de poule disputés entre les équipes concernées,
6. Buts marqués en plein jeu.

| Match 10          | (57) Lituanie | 0 - 1   | Malte (77)    |                                           |                                           |
| 6 août 2021 11h30 |               | (0 - 0) | 50e K. Bajada | Arbitrage : Yauheni Protska Mahmut Çilkiz | Arbitrage : Yauheni Protska Mahmut Çilkiz |
| 6 août 2021 11h30 | Rapport       |         |               | Arbitrage : Yauheni Protska Mahmut Çilkiz | Arbitrage : Yauheni Protska Mahmut Çilkiz |

| Match 13          | (56) Slovaquie                | 3 - 1   | Malte (69)        |                                             |                                             |
| 7 août 2021 10h15 | Štrofek 12e · Petráš 35e, 51e | (1 - 0) | 57e T. Degiovanni | Arbitrage : Ricardo Fernandes Mahmut Çilkiz | Arbitrage : Ricardo Fernandes Mahmut Çilkiz |
| 7 août 2021 10h15 | Rapport                       |         |                   | Arbitrage : Ricardo Fernandes Mahmut Çilkiz | Arbitrage : Ricardo Fernandes Mahmut Çilkiz |

## De la dix-septième à la vingtième place
|  | De la dix-septième à la vingtième place | De la dix-septième à la vingtième place |                                 |   | Dix-septième et dix-huitième place | Dix-septième et dix-huitième place |
|  | De la dix-septième à la vingtième place | De la dix-septième à la vingtième place |                                 |   | Dix-septième et dix-huitième place | Dix-septième et dix-huitième place |
|  |                                         |                                         |                                 |   |                                    |                                    |
|  |                                         |                                         |                                 |   |                                    |                                    |
|  |                                         |                                         |                                 |   |                                    |                                    |
|  | Portugal (40)                           | 2                                       |                                 |   |                                    |                                    |
|  | Portugal (40)                           | 2                                       |                                 |   |                                    |                                    |
|  | Biélorussie (32)                        | 3                                       |                                 |   |                                    |                                    |
|  | Biélorussie (32)                        | 3                                       | Tchéquie (30)                   | 0 |                                    |                                    |
|  |                                         |                                         | Tchéquie (30)                   | 0 |                                    |                                    |
|  |                                         | Biélorussie (31)                        | 4                               |   |                                    |                                    |
|  | Tchéquie (30)                           | Biélorussie (31)                        | 4                               | 3 |                                    |                                    |
|  | Tchéquie (30)                           |                                         |                                 | 3 |                                    |                                    |
|  | Turquie (43)                            | 2                                       |                                 |   |                                    |                                    |
|  | Turquie (43)                            | 2                                       | Dix-neuvième et vingtième place |   |                                    |                                    |
|  |                                         |                                         |                                 |   |                                    |                                    |
|  |                                         |                                         |                                 |   |                                    |                                    |
|  |                                         |                                         |                                 |   |                                    |                                    |
|  | Portugal (43)                           | 3 (3)                                   |                                 |   |                                    |                                    |
|  | Portugal (43)                           | 3 (3)                                   |                                 |   |                                    |                                    |
|  | Turquie (47)                            | 3 (4)                                   |                                 |   |                                    |                                    |
|  | Turquie (47)                            | 3 (4)                                   |                                 |   |                                    |                                    |

### De la dix-septième à la vingtième place
| Match 11          | (30) Tchéquie                    | 3 - 2   | Turquie (43)        |                                            |                                            |
| 6 août 2021 13h45 | Železný 33e, 39e · Procházka 53e | (0 - 1) | 21e, 46e A. Özkiliç | Arbitrage : Ricardo Fernandes Nathan Galea | Arbitrage : Ricardo Fernandes Nathan Galea |
| 6 août 2021 13h45 | Rapport                          |         |                     | Arbitrage : Ricardo Fernandes Nathan Galea | Arbitrage : Ricardo Fernandes Nathan Galea |

| Match 12 | (40) Portugal              | 2 - 3   | Biélorussie (32)                             |                                            |                                            |
| 16h00    | Caramalho 34e · Wenzel 57e | (0 - 0) | 37e Hancharou · 43e Belavusau · 54e Tsaluika | Arbitrage : Mark Becholz Jaroslav Suchocki | Arbitrage : Mark Becholz Jaroslav Suchocki |
| 16h00    | Rapport                    |         |                                              | Arbitrage : Mark Becholz Jaroslav Suchocki | Arbitrage : Mark Becholz Jaroslav Suchocki |

### Dix-neuvième et vingtième place
| Match 14          | (43) Portugal                                   | 3 - 3             | Turquie (47)                            |                                            |                                            |
| 7 août 2021 12h45 | Franco 3e · Tavares 38e · Caramalho 54e         | (1 - 1)           | 23e, 45e, 51e Erman                     | Arbitrage : Maarten Boxma Marcel Knakowski | Arbitrage : Maarten Boxma Marcel Knakowski |
| 7 août 2021 12h45 | Rapport                                         |                   |                                         | Arbitrage : Maarten Boxma Marcel Knakowski | Arbitrage : Maarten Boxma Marcel Knakowski |
| 7 août 2021 12h45 | Tavares · Santos · Ventosa · Caramalho · Franco | Tirs au but 3 - 4 | Ataş · Ekinci · Ekinci · Kilinc · Aydin | Arbitrage : Maarten Boxma Marcel Knakowski | Arbitrage : Maarten Boxma Marcel Knakowski |

### Dix-septième et dix-huitième place
| Match 15          | (30) Tchéquie | 0 - 4   | Biélorussie (31)                                        |                                            |                                            |
| 7 août 2021 15h00 |               | (0 - 3) | 3e Belavusau · 18e Hancharou · 27e Kochkin · 41e Korsik | Arbitrage : Mark Becholz Jaroslav Suchocki | Arbitrage : Mark Becholz Jaroslav Suchocki |
| 7 août 2021 15h00 | Rapport       |         |                                                         | Arbitrage : Mark Becholz Jaroslav Suchocki | Arbitrage : Mark Becholz Jaroslav Suchocki |

## Classement final
| Rang | Équipe      | J | V | N | P | BP | BC | Diff | Pts |
| ---- | ----------- | - | - | - | - | -- | -- | ---- | --- |
| 17   | Biélorussie | 4 | 3 | 1 | 0 | 18 | 4  | +14  | 10  |
| 18   | Tchéquie    | 5 | 4 | 0 | 1 | 18 | 7  | +11  | 12  |
| 19   | Turquie     | 4 | 1 | 2 | 1 | 10 | 8  | +2   | 5   |
| 20   | Portugal    | 5 | 1 | 2 | 2 | 11 | 10 | +1   | 5   |
| 21   | Slovaquie   | 4 | 1 | 1 | 2 | 6  | 12 | -6   | 4   |
| 22   | Lituanie    | 4 | 1 | 0 | 3 | 2  | 11 | -9   | 3   |
| 23   | Malte       | 4 | 1 | 0 | 3 | 2  | 15 | -13  | 3   |